# Cette nuit-là (série télévisée)
Pour les articles homonymes, voir Cette nuit-là.
Production
Diffusion
Cette nuit-là est une série télévisée franco-belge réalisée par Myriam Vinocour d'après un scénario de Laurent Burtin et Agathe Robilliard, et diffusée en Belgique à partir du 11 juin 2024 sur La Une, en Suisse à partir du 28 janvier 2025 sur RTS 1 et en France à partir du 23 avril 2025 sur France 2.
Ce thriller psychologique, adapté du roman No Time for Goodbye de Linwood Barclay, est une coproduction de MAM Fiction, UGC Fiction, France Télévisions, Be-FILMS et la RTBF (télévision belge).

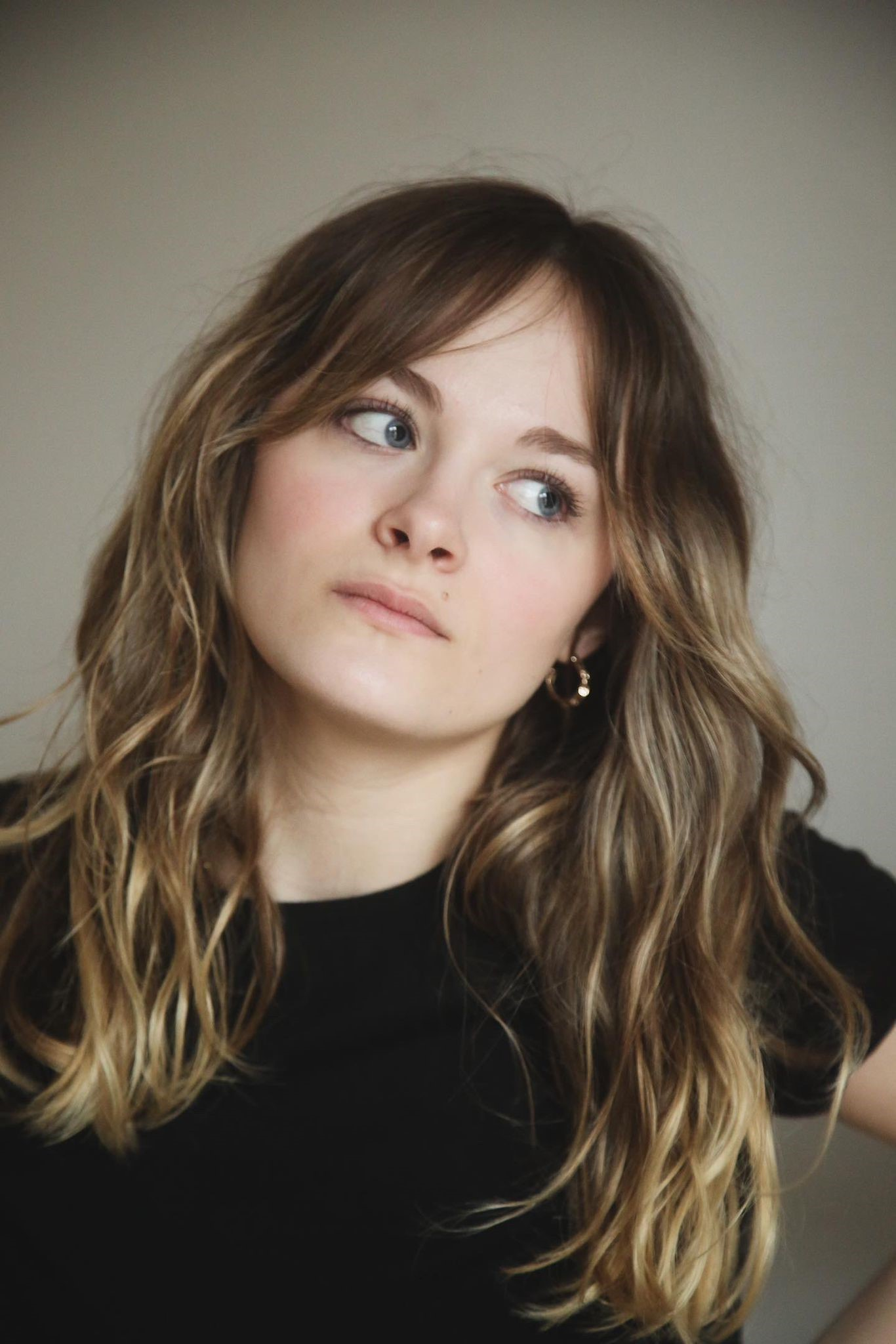
Fantine Harduin.

## Synopsis
Le soir du 10 septembre 2001, la jeune Sofia Legrand a une violente dispute avec ses parents et son frère Tom. Le lendemain matin, quand elle se réveille, elle constate que la maison est vide : ses parents et son frère ont disparu.
Vingt ans plus tard, trentenaire, mariée et maman d'une grande adolescente, Sofia publie un livre qui relate cette obscure affaire de disparition, jamais résolue par la police, une affaire qui n'a pas eu à l'époque de couverture médiatique vu la coïncidence avec les attaques terroristes du 11 septembre 2001 aux États-Unis.
Sofia est contactée par Arnaud Fresnel, journaliste au Journal des Vosges et fils de l'enquêteur de l'époque : Fresnel veut reprendre l'enquête avec Sofia.
Sofia croit apercevoir son frère Tom, elle a le sentiment d'être suivie par une voiture verte et quelqu'un s'introduit chez elle pour y déposer la casquette de son père disparu.
Elle commence à enquêter et apprend d'un ancien client de son père que celui-ci ne faisait pas commerce de machines agricoles mais de pesticides importés illégalement de Suisse. Elle apprend également que sa tante Louise reçoit depuis 20 ans des enveloppes contenant de gros billets, des sommes qui ont permis à Louise d'éduquer Sofia et de lui payer des études.
Mais, un soir, Sofia se fait renverser par une voiture et se retrouve aux urgences. Le conducteur du véhicule ne prend pas la fuite, se fait connaître de la police et vient la visiter à l'hôpital : c'est l'homme qui ressemble à Tom mais il nie être le frère disparu de Sofia et dit s'appeler Jérémie Müller et être né en Suisse. Après son départ, Sofia affirme à son mari Damien que Müller ment et que la Suisse est le commun dénominateur entre lui et leur père disparu.
Peu après, Sofia reçoit un étrange appel téléphonique de sa tante Louise et la retrouve poignardée chez elle, baignant dans une mare de sang. Zoé, accourue après avoir reçu de Louise un message disant « Ta mère est chez moi. Elle n'a pas l'air dans son état normal : j'appelle l'hosto », trouve sa mère penchée sur le corps de sa tante, les mains et les vêtements pleins de sang. Arrêtée par la police puis relâchée par la commandante Vandenberg qui ne croit pas en sa culpabilité, Sofia trouve sur le miroir de sa salle de bain un message mentionnant la date du 11 septembre 2001 accompagnée d'une croix et des initiales des disparus ainsi qu'une série de chiffres que la police identifie comme étant les coordonnées GPS du lac de Rosweig. Quand la commandante Vandenberg fait remarquer que ce lac est mentionné dans le livre Cette nuit-là de Sofia, qu'elle a lu pour les besoins de l'enquête, Sofia répond que ce détail a été inventé avec son club de lecture, qui a trouvé que cela ferait une belle scène de crime. Sofia insiste pour que la police fouille le lac, ce que la commandante refuse parce que son enquête couvre la mort de Louise Verdier et pas la disparition de la famille de Sofia en 2001, et parce que le coût serait très élevé. Mais le journaliste Arnaud Fresnel publie un article bien chargé qui force la police à envoyer des plongeurs, qui retrouvent au fond du lac la voiture des parents de Sofia avec, à son bord, les corps de sa mère et de son frère.
Mais Arnaud est assassiné à son tour. Sofia vole son ordinateur au siège du Journal des Vosges et y trouve un dossier comprenant des indices très éclairants : « Suisse ou France ? Jérémie, le demi-frère de Sofia ? Charles Legrand - Charles Müller ? ». Sofia retrouve Jérémie Müller qui lui révèle que son père Charles Müller avait une double vie, avec une femme en Suisse et une femme en France, qu'il ne l'avait jamais aimé et que, depuis son lit d'hôpital à Bâle, il léguait tous ses biens à Sofia, et uniquement à Sofia.
Anaïs, du club de lecture, apparaît alors être la mère de Jérémie Müller et enlève Zoé. Sofia se rend à l'hôpital de Bâle et rencontre son père qui explique être celui qui a envoyé toutes ces enveloppes pendant tant d'années mais elle est rejointe par Jérémie Müller qui l'emmène à la planque où Anaïs est retranchée avec Zoé.
Sur ces entrefaites, la police identifie Anaïs Müller comme étant la mère de Jérémie, ainsi que son lieu de résidence en Suisse, et envoie une équipe franco-suisse qui arrive juste à temps pour la neutraliser.

## Distribution

### Présent
- Barbara Probst : Sofia Legrand
- Pascal Elbé : Damien Forestier, le mari de Sofia
- Fantine Harduin : Zoé Forestier, la fille de Sofia
- Hugo Becker : Arnaud Fresnel, journaliste
- Fanny Cottençon : Louise Verdier, la tante de Sofia
- Nicky Marbot : Pierre Bataille
- Antoine Hamel : Jérémie Müller
- Isabelle Renauld : Anaïs Müller
- Jeanne Rosa : commandante Juliette Vandenberg
- Aimen Darriachi : lieutenant Bartaud
- Marion Creusvaux : Clothilde, amie de Sofia

### Retours dans le passé (10 septembre 2001)
- Dimitri Rataud : Charles Legrand
- Daphné Girard : Sofia Legrand
- Claire Cahen : Jasmine Legrand
- Antoine Debard : Tom Legrand
- Mani Choukrane : Jamal

## Production

### Genèse et développement
Ce thriller psychologique est une coproduction de MAM Fiction, UGC Fiction, France Télévisions, Be-FILMS et la RTBF (télévision belge), réalisée avec la participation de la Radio télévision suisse (RTS) ainsi que le soutien de la région Grand Est et du département des Vosges,.
La série, adaptée du roman No Time for Goodbye de Linwood Barclay publié en français sous le titre Cette nuit-là, est créée et écrite par Laurent Burtin et Agathe Robilliard, et réalisée par Myriam Vinocour,.

### Tournage
Le tournage de la série est initialement prévu du 31 octobre au 21 décembre 2023, principalement en région Grand Est, dans les environs de Gérardmer dans les Vosges,, mais il est reporté au mois de janvier 2024, comme l'explique Pierre Gomez, repéreur et régisseur général de la série : « On devait initialement tourner ici en décembre, mais un mouvement de grève dans la production audiovisuelle en a décidé autrement ».
Des scènes sont tournées les 17 et 18 janvier 2024 à Saint-Dié-des-Vosges, où les locaux inoccupés de la médiathèque Victor-Hugo sont transformés en une brigade criminelle et un institut médico-légal. Outre Saint-Dié-des-Vosges et Raon-l'Étape, des séquences sont également tournées à Gérardmer, Anould et Corcieux,,.
La productrice Sophie Exbrayat confie : « Nous en avons bavé sur le tournage.Tous les éléments étaient contre nous. On a eu froid, on a eu une tempête de vent, de la neige, de la pluie, les décors ont été inondés. Nous avons tout eu. Mais finalement les comédiens ont résisté. ». L'actrice Barbara Probst confirme que les conditions de tournage furent difficiles : « De la pluie horizontale, avec l'équipe trempée de la tête aux pieds. Puis il est tombé deux mètres de neige du jour au lendemain. Ces journées étaient assez compliquées. Cela a donné une atmosphère féérique, fascinante... Comme dans les contes des frères Grimm. ».

### Fiche technique
Sauf indication contraire, les informations mentionnées dans cette section peuvent être confirmées par les bases de données cinématographiques  présentes dans la section « Liens externes ».
- Titre français : Cette nuit-là
- Production artistique et direction littéraire : Anne Voirin
- Réalisation : Myriam Vinocour[2]
- Scénario : Laurent Burtin et Agathe Robilliard[4],[2]
- Musique : Clément Tery[2]
- Décors : Isabelle Quillard[2]
- Costumes : Frédéric Cambier[2]
- Photographie : Tristan Tortuyaux[2]
- Son : Guillaume Hurmic[2]
- Montage : Anne Klotz et Emmanuelle Labbé[2]
- Production : Sophie Exbrayat
- Sociétés de production : MAM Fiction, UGC Fiction, France Télévisions, Be-FILMS et la RTBF
- Pays de production :  France /  Belgique
- Langue originale : français
- Format : couleur
- Nombre de saisons : 1
- Nombre d'épisodes : 4
- Genre : thriller psychologique
- Durée : 52 minutes
- Dates de première diffusion :
  - Belgique : 11 juin 2024 sur La Une[11]
  - Suisse romande : 28 janvier 2025 sur RTS 1[12]
  - France : 23 avril 2025 sur France 2[8]

## Accueil

### Audience et diffusion

#### En Belgique
En Belgique, la série est diffusée le mardi à 20 h 25 sur La Une par salve de deux épisodes les 11 et 18 juin 2024,.
| Épisode              | Diffusion            | Diffusion            | Audience moyenne          | Audience moyenne | Réf.   |
| Épisode              | Jour                 | Horaire              | Nombre de téléspectateurs | Classement       | Réf.   |
| -------------------- | -------------------- | -------------------- | ------------------------- | ---------------- | ------ |
| 1                    | Mardi 11 juin 2024   | 20 h 25 - 21 h 20    | 288 809                   | 1er              | [ 14 ] |
| 2                    | Mardi 11 juin 2024   | 21 h 20 - 22 h 20    | 288 809                   | 1er              | [ 14 ] |
| 3                    | Mardi 18 juin 2024   | 20 h 25 - 21 h 20    | 224 749                   | 1er              | [ 15 ] |
| 4                    | Mardi 18 juin 2024   | 21 h 20 - 22 h 20    | 224 749                   | 1er              | [ 15 ] |
|                      |                      |                      |                           |                  |        |
| Moyenne de la saison | Moyenne de la saison | Moyenne de la saison | 256 779                   |                  |        |

- Les plus hauts chiffres d'audience
- Les plus bas chiffres d'audience

#### En France
En France, la série est diffusée le mercredi à 21 h 10 sur France 2 par salve de deux épisodes les 23 et 30 avril 2025.
| Épisode              | Diffusion              | Diffusion         | Audience moyenne          | Audience moyenne                       | Audience moyenne         | Audience moyenne | Réf.   |
| Épisode              | Jour                   | Horaire           | Nombre de téléspectateurs | Part de marché (sur les 4 ans et plus) | Part de marché (FRDA-50) | Classement       | Réf.   |
| -------------------- | ---------------------- | ----------------- | ------------------------- | -------------------------------------- | ------------------------ | ---------------- | ------ |
| 1                    | Mercredi 23 avril 2025 | 21 h 10 - 22 h 00 | 3 668 000                 | 19,9 %                                 | 5,9 %                    | 1er              | [ 16 ] |
| 2                    | Mercredi 23 avril 2025 | 22 h 00 - 22 h 55 | 3 150 000                 | 19,4 %                                 | 5,9 %                    | 1er              | [ 16 ] |
| 3                    | Mercredi 30 avril 2025 | 21 h 10 - 22 h 00 | 2 715 000                 | 15,1 %                                 |                          | 1er              | [ 17 ] |
| 4                    | Mercredi 30 avril 2025 | 22 h 00 - 22 h 55 | 2 490 000                 |                                        |                          | 1er              | [ 17 ] |
|                      |                        |                   |                           |                                        |                          |                  |        |
| Moyenne de la saison |                        |                   |                           |                                        |                          |                  |        |